# Afsnit af Beverly Hills 90210
Dette er en liste over Berverly Hills 90210-afsnit fra den amerikanske tv-serie Beverly Hills 90210. Antallet af episoder er 293, som alle blev sendt på FOX, i seriens 10 år lange forløb fra 4. oktober 1990 til den 17. maj 2000. Episoderne blev udgivet fra 2. sæsonens start og videoerne indeholdt mere ekstra materiale, som ikke var blevet sendt på tv.

## Serieoversigt
| Sæson | Sæson | Afsnit | Oprindelig sendt | Oprindelig sendt | DVD-udgivelser               |
| Sæson | Sæson | Afsnit | Start            | Slut             | DVD-udgivelser               |
| ----- | ----- | ------ | ---------------- | ---------------- | ---------------------------- |
|       | 1     | 22     | 1990             | 1991             | 7. november 2006 af CBS DVD. |
|       | 2     | 28     | 1991             | 1992             | 14. maj 2007 af CBS DVD.     |
|       | 3     | 30     | 1992             | 1993             | 11. december 2007            |
|       | 4     | 32     | 1993             | 1994             | 29. april 2008 af CBS DVD    |
|       | 5     | 32     | 1994             | 1995             | 29. juli 2008                |
|       | 6     | 32     | 1995             | 1996             | 25. november 2008            |
|       | 7     | 32     | 1996             | 1997             | 7. april 2009                |
|       | 8     | 32     | 1997             | 1998             | 24. november 2009            |
|       | 9     | 26     | 1998             | 1999             | 2.februar 2010               |
|       | 10    | 27     | 1999             | 2000             | 2. november 2010             |

## Afsnit

### Sæson 1 (1990–1991)
| Nr. i serie | Nr. i sæson | Titel                                                                          |
| ----------- | ----------- | ------------------------------------------------------------------------------ |
| 1           | 1           | "Class of Beverly Hills" "Beverly Hills Klassen"                               |
| 2           | 2           | "The Green Room" "Det grønne rum"                                              |
| 3           | 3           | "Every Dream Has Its Price (Tag)" "Enhver drøm har sin pris"                   |
| 4           | 4           | "The First Time" "Den første gang"                                             |
| 5           | 5           | "One on One" "En og en"                                                        |
| 6           | 6           | "Higher Education" "Højere uddannelse"                                         |
| 7           | 7           | "Perfect Mom" "Den perfekte mor"                                               |
| 8           | 8           | "The 17-year itch" "Den 17-åriges kløe"                                        |
| 9           | 9           | "The Gentle Art of Listening" "Den gode måde at lytte på"                      |
| 10          | 10          | "Isn't It Romantic?" "Er det ikke romantisk?"                                  |
| 11          | 11          | "B.Y.O.B."                                                                     |
| 12          | 12          | "One Man and a Baby" "Én mand og en baby"                                      |
| 13          | 13          | "Slumber Party" "Pyjamasparty"                                                 |
| 14          | 14          | "East Side Story" "Én østkyst historie"                                        |
| 15          | 15          | "A Fling in Palm Springs (a.k.a. Palm Springs Weekend)" "Palm Springs weekend" |
| 16          | 16          | "Fame Is Where You Find It" "Berømmelse er, hvor du finder det"                |
| 17          | 17          | "Stand (Up) and Deliver" "Stå op og levere"                                    |
| 18          | 18          | "It's Only a Test" "Det er kun en test"                                        |
| 19          | 19          | "April Is the Cruelest Month" "April er den grummeste måned"                   |
| 20          | 20          | "Spring Training" "Forårstræning"                                              |
| 21          | 21          | "Spring Dance" "Forårsbal"                                                     |
| 22          | 22          | "Home Again" "Hjemme igen"                                                     |

### Sæson 2 (1991–1992)
| Nr. i serie | Nr. i sæson | Titel                                                                              |
| ----------- | ----------- | ---------------------------------------------------------------------------------- |
| 23          | 1           | "Beach Blanket Brandon" "Solbrændt Brandon"                                        |
| 24          | 2           | "The Party Fish" "Festfisken"                                                      |
| 25          | 3           | "Summer Storm" "Sommerstorm"                                                       |
| 26          | 4           | "Anaconda" "Anakonda"                                                              |
| 27          | 5           | "Play It Again, David" "Spil det igen, David"                                      |
| 28          | 6           | "Pass/Not Pass" "Pas/Ikke pas"                                                     |
| 29          | 7           | "Camping Trip" "Campingtur"                                                        |
| 30          | 8           | "Wild Fire" "Løbeild"                                                              |
| 31          | 9           | "Ashes to Ashes" "Aske til aske"                                                   |
| 32          | 10          | "Necessity Is a Mother" "En mor er nødvendig"                                      |
| 33          | 11          | "Leading From The Heart" "Lyt til hjertet"                                         |
| 34          | 12          | "Down and Out of District in Beverly Hills" "Ned og ud af Beverly Hills' distrikt" |
| 35          | 13          | "Halloween" "Allehelgenesaften"                                                    |
| 36          | 14          | "The Next 50 Years" "De næste 50 år"                                               |
| 37          | 15          | "U4EA"                                                                             |
| 38          | 16          | "My Desperate Valentine" "Min desperate Valentine"                                 |
| 39          | 17          | "Chuckie's Back" "Chuckie er tilbage"                                              |
| 40          | 18          | "A Walsh Family Christmas" "Familien Walsh's jul"                                  |
| 41          | 19          | "Fire And Ice" "Ild og is"                                                         |
| 42          | 20          | "A Competitive Edge" "En konkurrencefordel"                                        |
| 43          | 21          | "Everybody's Talkin' `Bout It" "Alle taler om det"                                 |
| 44          | 22          | "Baby Makes Five" "Baby laver fem"                                                 |
| 45          | 23          | "Cardio Funk"                                                                      |
| 46          | 24          | "The Pit and The Pendulum" "The Pit og pendulet"                                   |
| 47          | 25          | "Meeting Mr. Pony" "Møder hr. Pony"                                                |
| 48          | 26          | "Things To Do On a Rainy Day" "Ting at lave på en regnverjsdag"                    |
| 49          | 27          | "Mexican Standoff" "Mexicanske Standofft"                                          |
| 50          | 28          | "Wedding Bell Blues" "Bryllupklokke-blues"                                         |

### Sæson 3 (1992–1993)
| Nr. i serie | Nr. i sæson | Titel |
| ----------- | ----------- | --- |
| 51          | 1           | "Misery Loves Company" "Dårligt kærlighedsbekendskab"                                                    |
| 52          | 2           | "The Twins, The Trustee, and The Very Big Trip" "Tvillingerne, tilsynsadministratoren, og den store tur" |
| 53          | 3           | "Too Little, Too Late / Paris 75001" "For lidt, for sent / Paris 75001"                                  |
| 54          | 4           | "Sex, Lies and Volleyball/Photo Fini" "Sex, løgne og volleyball"                                         |
| 55          | 5           | "Shooting Star/American in Paris" "Shooting Star / Amerikaner i Paris"                                   |
| 56          | 6           | "Castles in the Sand" "Sandslotte"                                                                       |
| 57          | 7           | "A Song of Myself" "En sang for mig selv"                                                                |
| 58          | 8           | "The Back Story" "Bagside historien"                                                                     |
| 59          | 9           | "Highwire"                                                                                               |
| 60          | 10          | "Home and Away" "Hjemmebane og udebane"                                                                  |
| 61          | 11          | "A Presumption of Innocence" "En formodning af uskyld"                                                   |
| 62          | 12          | "Destiny Rides Again" "Skæbnen bliver igen forstyrret"                                                   |
| 63          | 13          | "Rebel With a Cause" "Rebel med en begrundelse"                                                          |
| 64          | 14          | "Wild Horses" "Vilde heste"                                                                              |
| 65          | 15          | "The Kindness of Strangers" "Venlighed over for fremmede"                                                |
| 66          | 16          | "It's a Totally Happening Life" "Det er et totalt dejligt liv"                                           |
| 67          | 17          | "The Game Is Chicken" "Spillet for kyllinger"                                                            |
| 68          | 18          | "Midlife...Now What" "Lever...hvad nu?"                                                                  |
| 69          | 19          | "Back in the High Life Again" "Tilbage på High School"                                                   |
| 70          | 20          | "Parental Guidance Recommended" "Forældrenes vejledning anbefales"                                       |
| 71          | 21          | "Dead End" "Blindgyde"                                                                                   |
| 72          | 22          | "The Child Is Father to the Man" "Barnet er far til manden"                                              |
| 73          | 23          | "Duke's Bad Boy" "Dukes dårlige drenge"                                                                  |
| 74          | 24          | "Perfectly Perfect" "Perfekt, perfekt"                                                                   |
| 75          | 25          | "She Came in Through the Bathroom Window" "Meningsmåling for Senior"                                     |
| 76          | 26          | "A Night to Remember" "En nat at huske"                                                                  |
| 77          | 27          | |
| 78          | 28          | "Something in the Air" "Noget i luften"                                                                  |
| 79-80       | 29-30       | "Something in the Air" "Ikrafttrædelse"                                                                  |

### Sæson 4 (1993–1994)
| Nr. i serie | Nr. i sæson | Titel                                                                             |
| ----------- | ----------- | --------------------------------------------------------------------------------- |
| 81          | 1           | "So Long, Farewell, Auf Wiedersehen, Goodbye"                                     |
| 82          | 2           | "The Girl From New York City" "Pigen fra New York City"                           |
| 83          | 3           | "The Little Fish" "Den Lille fisk"                                                |
| 84          | 4           | "Greek to Me" "Græsk til mig"                                                     |
| 85          | 5           | "Radio Daze"                                                                      |
| 86          | 6           | "Strangers in the Night" "Fremmede i natten"                                      |
| 87          | 7           | "Moving Targets" "Bevægelige mål"                                                 |
| 88          | 8           | "Twenty Years Ago Today" "Tyve år siden i dag"                                    |
| 89          | 9           | "Otherwise Engaged" "Ellers forlovet"                                             |
| 90          | 10          | "And Did It...My Way" "Og jeg gjorde det...på min måde"                           |
| 91          | 11          | "Take Back the Night" "Tager natten tilbage"                                      |
| 92          | 12          | "Radar Love" "Kærlighedsradar"                                                    |
| 93          | 13          | "Emily (a.k.a. The Pink Pearl)" "Emily (a.k.a. den pinke perle)"                  |
| 94          | 14          | "Windstruck"                                                                      |
| 95          | 15          | "Somewhere in the World It's Christmas" "Et eller andet sted i verden det er jul" |
| 96          | 16          | "Crunch Time"                                                                     |
| 97          | 17          | "Thicker Than Water" "Tykkere end vand"                                           |
| 98          | 18          | "Heartbreaker" "Hjerteknuser"                                                     |
| 99          | 19          | "The Labors of Love" "De arbejder for kærligheden"                                |
| 100         | 20          | "Scared Very Straight" "Meget bange"                                              |
| 101         | 21          | "Addicted to Love" "Afhængig af at elske"                                         |
| 102         | 22          | "Change Partners" "Skifter partnere"                                              |
| 103         | 23          | "A Pig is a Boy is a Dog"" "En gris er en dreng er en hund"                       |
| 104         | 24          | "Cuffs and Links" "Manchet og forbindelser"                                       |
| 105         | 25          | "The Time has Come Today" "Tiden er kommet til i dag"                             |
| 106         | 26          | "Blind Spot" "En blind plet"                                                      |
| 107         | 27          | "Divas" "Divaer"                                                                  |
| 108         | 28          | "Acting Out" "Spiller ude"                                                        |
| 109         | 29          | "Truth and Consequences" "Sandhed og konsekvens"                                  |
| 110         | 30          | "Vital Signs" "Vitale tegn"                                                       |
| 111         | 31          | "Mr. Walsh Goes to Washington (1)" "Mr. Walsh tager til Washington (1)"           |
| 112         | 32          | "Mr. Walsh Goes to Washington (2)" "Mr. Walsh tager til Washington (2)"           |

### Sæson 5 (1994–1995)
| Nr. i serie | Nr. i sæson | Titel |
| ----------- | ----------- | --- |
| 113         | 1           | "What I Did on My Summer Vacation and Other Stories" "Hvad jeg lavede i min sommerferie og andre historier" |
| 114         | 2           | "Under the Influence"                                                                                       |
| 115         | 3           | "A Clean Slate" "Vasker tavlen ren"                                                                         |
| 116         | 4           | "Life After Death" "Livet efter døden"                                                                      |
| 117         | 5           | "Rave On" "Til rave"                                                                                        |
| 118         | 6           | "Homecoming" "Hjemkomst"                                                                                    |
| 119         | 7           | "Who's Zoomin' Who?"                                                                                        |
| 120         | 8           | "Things That Go Bang in the Night" "Ting, der siger bang i natten"                                          |
| 121         | 9           | "Intervention" "Indgriben"                                                                                  |
| 122         | 10          | "The Dreams of Dylan McKay" "Dylan McKays drømme"                                                           |
| 123         | 11          | "Hate Is Just a Four-Letter Word" "Hade er kun et 4-stavelses ord"                                          |
| 124         | 12          | "Rock of Ages (a.k.a. The Voodoo That You Do So Well)" "Rock-alderen"                                       |
| 125         | 13          | "Up in Flames"                                                                                              |
| 126         | 14          | "Injustice for All" "Uretfærdighed for alle"                                                                |
| 127         | 15          | "Christmas Comes This Time Each Year" "Julen kommer hvert år på denne tid"                                  |
| 128         | 16          | "Sentenced to Life" "Dømt til livet"                                                                        |
| 129         | 17          | "Sweating It Out"                                                                                           |
| 130         | 18          | "Hazardous to Your Health" "Farligt for dit helbred"                                                        |
| 131         | 19          | "Little Monsters" "Små monstre"                                                                             |
| 132         | 20          | "You Gotta Have Heart" "Du må have hjertet"                                                                 |
| 133         | 2           | "Stormy Weather" "Stormvejr"                                                                                |
| 134         | 22          | "Alone at the Top" "Alene på toppen"                                                                        |
| 135         | 23          | "Love Hurts" "Kærlighed smerter"                                                                            |
| 136         | 24          | "Unreal World" "Uvirkelig verden"                                                                           |
| 137         | 25          | "Double Jeopardy"                                                                                           |
| 138         | 26          | "A Song for My Mother" "En sang for min mor"                                                                |
| 139         | 27          | "Squash It" "Squash det"                                                                                    |
| 140         | 28          | "Girls On The Side" "Piger på siden"                                                                        |
| 141         | 29          | "The Real McCoy" "Den rigtige McCoy"                                                                        |
| 142         | 26          | "Hello Life, Goodbye Beverly Hills" "Goddag liv, farvel Beverly Hills"                                      |
| 143         | 31          | "P.S. I Love You (1)" "P.S. Jeg elsker dig (1)"                                                             |
| 144         | 32          | "P.S. I Love You (2)" "P.S. Jeg elsker dig (2)"                                                             |

### Sæson 6 (1995–1996)
| Nr. i serie | Nr. i sæson | Titel                                                                                                  |
| ----------- | ----------- | --- |
| 145         | 1           | "Home Is Where the Tart Is" "Hjem er hvor tærten er"                                                   |
| 146         | 2           | "Buffalo Girls" "Buffalo piger"                                                                        |
| 147         | 3           | "Must Be a Guy Thing" "Må være en drenge ting"                                                         |
| 148         | 4           | "Everything's Coming Up Roses" "Alle roser kommer op"                                                  |
| 149         | 5           | "Lover's Leap" "Elskers spring"                                                                        |
| 150         | 6           | "Speechless" "Målløs"                                                                                  |
| 151         | 7           | "Violated" "Overtrådt"                                                                                 |
| 152         | 8           | "Gypsies, Cramps and Fleas (a.k.a. Halloween VI)" "Sigøjnere, kramper og lopper (a.k.a. Halloween VI)" |
| 153         | 9           | "Earthquake Weather" "Jordskælvs-vejr"                                                                 |
| 154         | 10          | "One Wedding and a Funeral" "Et bryllup og en begravelse"                                              |
| 155         | 11          | "Offensive Interference" "Stødende interferens"                                                        |
| 156         | 12          | "Breast Side Up" "Brystsiden op"                                                                       |
| 157         | 13          | "Courting" "Kur"                                                                                       |
| 158         | 14          | "Fortunate Son" "Heldige søn"                                                                          |
| 159         | 15          | "Angels We Have Heard on High" "Engle vi har hørt i det høje"                                          |
| 160         | 16          | "Turn Back the Clock" "Sæt tiden tilbage"                                                              |
| 161         | 17          | "Fade In, Fade Out" "Fade ind, fade ud"                                                                |
| 162         | 18          | "Snowbound" "Snebund"                                                                                  |
| 163         | 19          | "Nancy's Choice" "Nancys valg"                                                                         |
| 164         | 20          | "Flying" "Flyve"                                                                                       |
| 165         | 21          | "Bleeding Hearts" "Blødende hjerter"                                                                   |
| 166         | 22          | "All This and Mary Too" "Alt dette og også Mary"                                                       |
| 167         | 23          | "Leap of Faith" "Spring af tro"                                                                        |
| 168         |             | "Coming Out, Getting Out, Going Out" "Kommer ud, kommer ud, går ud"                                    |
| 169         | 25          | "Smashed" "Smadret"                                                                                    |
| 170         | 26          | "Flirting With Disaster" "Flirter med katastrofer"                                                     |
| 171         | 27          | "Strike the Match" "Vind kampen"                                                                       |
| 172         | 28          | "The Big Hurt" "Den store smerte"                                                                      |
| 173         | 29          | "Ticket to Ride" "Billet til at ride"                                                                  |
| 174         | 30          | "Ray of Hope" "Ray håber"                                                                              |
| 175         | 31          | "You Say It's Your Birthday (1)" "Du siger at det er din fødselsdag (1)"                               |
| 176         | 32          | "You Say It's Your Birthday (2)" "Du siger at det er din fødselsdag (2)"                               |

### Sæson 7 (1996–1997)
| Nr. i serie | Nr. i sæson | Titel                                                      |
| ----------- | ----------- | ---------------------------------------------------------- |
| 177         | 1           | "Remember the Alamo" "Husk alarmen"                        |
| 178         | 2           | "Here We Go Again" "Her går vi igen"                       |
| 179         | 3           | "A Mate for Life" "En ven for livet"                       |
| 180         | 4           | "Disappearing Act" "Forsvindingsnummer"                    |
| 181         | 5           | "Pledging My Love" "Pantsætte min kærlighed"               |
| 182         | 6           | "Housewarming" "Indflytterfest"                            |
| 183         | 7           | "Fearless" "Frygtløs"                                      |
| 184         | 8           | "The Things We Do for Love" "De ting vi gør for kærlighed" |
| 185         | 9           | "Loser Takes All" "Taberen tager det hele"                 |
| 186         | 10          | "Lost in Las Vegas" "Tabte i Las Vegas"                    |
| 187         | 11          | "If I Had a Hammer" "Hvis jeg havde en hammer"             |
| 188         | 12          | "Judgment Day" "Dommedag"                                  |
| 189         | 13          | "Gift Wrapped" "Inpakket gave"                             |
| 190         | 14          | "Jobbed"                                                   |
| 191         | 15          | "Phantom of C.U." "Spøgelset på C.U."                      |
| 192         | 16          | "Unnecessary Roughness" "Unødvendig ruhed"                 |
| 193         | 17          | "Face-Off"                                                 |
| 194         | 18          |                                                            |
| 195         | 19          | "My Funny Valentine" "Min sjove valentin"                  |
| 196         | 20          | "With This Ring" "Med denne ring"                          |
| 197         | 21          | "Straight Shooter" "Lige skyder"                           |
| 198         | 22          | "A Ripe Young Age" "En moden ung alder"                    |
| 199         | 23          | "Storm Warning" "Storm advarsel"                           |
| 200         | 24          | "Spring Breakdown" "Forårsferie"                           |
| 201         | 25          | "Heaven Sent" "Sendt fra himmelen"                         |
| 202         | 26          | "The Long Goodbye" "Det lange farvel"                      |
| 203         | 27          | "I Only Have Eyes for You" "Jeg har kun øjne for dig"      |
| 204         | 28          | "All That Jazz" "Alt det jazz"                             |
| 205         | 29          | "Mother's Day" "Mors dag"                                  |
| 206         | 30          | "Senior Week" "Seniorugen"                                 |
| 207         | 31          | "Graduation Day (1" "Dimissionsdag (1)"                    |
| 208         | 32          | "Graduation Day (2)" "Dimissionsdag (1)"                   |

### Sæson 8 (1997–1998)
| Nr. i serie | Nr. i sæson | Titel                                                             |
| ----------- | ----------- | ----------------------------------------------------------------- |
| 209         | 1           | "Aloha, Beverly Hills (1)"                                        |
| 210         | 2           | "Aloha, Beverly Hills (2)"                                        |
| 211         | 3           | "Forgive and Forget" "Tilgiv og glem det"                         |
| 212         | 4           | "The Way We Weren't" "Den vej vi ikke har været"                  |
| 213         | 5           | "Coming Home" "Kommer hjem"                                       |
| 214         | 6           | "The Right Thing" "Det rigtige"                                   |
| 215         | 7           | "Pride and Prejudice" "Stolthed og fordom"                        |
| 216         | 8           | "Toil and Trouble" "Slid og besvær"                               |
| 217         | 9           | "Friends, Lovers and Children" "Venner, elskere og børn"          |
| 218         | 10          | "Child of the Night" "Barn af natten"                             |
| 219         | 11          | "Deadline"                                                        |
| 220         | 12          | "Friends in Deed" "Venner i dybet"                                |
| 221         | 13          | "Comic Relief" "Komisk relief"                                    |
| 222         | 14          | "Santa Knows" "Julemanden ved det"                                |
| 223         | 15          | "Ready or Not" "Klar eller ej"                                    |
| 224         | 16          | "Illegal Tender" "Ulovlige udbrud"                                |
| 225         | 17          | "The Elephant's Father" "Elefantens far"                          |
| 226         | 18          | "Rebound" "Bundet"                                                |
| 227         | 19          | "Crimes and Misdemeanors" "Forbrydelser og forseelser"            |
| 228         | 20          | "Cupid's Arrow" "Amors pil"                                       |
| 229         | 21          | "The Girl Who Cried Wolf" "Pigen der råbte ulv"                   |
| 230         | 22          | "Law and Disorder" "Lov og uorden"                                |
| 231         | 23          | "Making Amends" "Laver ændringer"                                 |
| 232         | 24          | "The Nature of Nurture" "Naturens natur"                          |
| 233         | 25          | "Aunt Bea's Pickles" "Tante Beas pickles"                         |
| 234         | 26          | "All That Glitters" "Alt der skinner"                             |
| 235         | 28          | "Reunion" "Jubilæum"                                              |
| 236         | 28          | "Skin Deep"                                                       |
| 237         | 29          | "Ricochet"                                                        |
| 238         | 30          | "The Fundamental Things Apply" "De fundamentale tings anvendelse" |
| 239         | 31          | "The Wedding (1)" "Brylluppet (1)"                                |
| 240         | 32          | "The Wedding (2)" "Brylluppet (2)"                                |

### Sæson 9 (1998–1999)
| Nr. i serie | Nr. i sæson | Titel                                                                         |
| ----------- | ----------- | ----------------------------------------------------------------------------- |
| 241         | 1           | "The Morning After" "Morgnen efter"                                           |
| 242         | 2           | "Budget Cuts" "Budgetnedskæringer"                                            |
| 243         | 3           | "Dealer's Choice" "Forhandlers valg"                                          |
| 244         | 4           | "Don't Ask, Don't Tell" "Spørg ikke, fortæl ikke"                             |
| 245         | 5           | "Brandon Leaves" "Brandon forlader os"                                        |
| 246         | 6           | "Confession" "Bekendelse"                                                     |
| 247         | 7           | "You Say Goodbye, I Say Hello" "Du siger farvel, jeg siger goddag"            |
| 248         | 8           | "I'm Back Because" "Jeg er tilbage fordi"                                     |
| 249         | 9           | "The Following Options" "Følgende valgmuligheder"                             |
| 250         | 10          | "Marathon Man" "Marathon mand"                                                |
| 251         | 11          | "How to Be the Jerk Women Love" "Hvordan man kan være idioten kvinder elsker" |
| 252         | 12          | "Trials and Tribulations" "Prøvelser"                                         |
| 253         | 13          | "Withdrawal" "Tilbagetrækning"                                                |
| 254         | 14          | "I'm Married" "Jeg er gift"                                                   |
| 255         | 15          | "Beheading St. Valentine" "Halshug St. Valentin"                              |
| 256         | 16          | "Survival Skills" "Overlevelses evner"                                        |
| 257         | 17          | "Slipping Away" "Glider væk"                                                  |
| 258         | 18          | "Bobbi Dearest" "Bobbi kæreste"                                               |
| 259         | 19          | "The Leprechaun"                                                              |
| 260         | 20          | "Fortune Cookie"                                                              |
| 261         | 21          | "I Want to Reach Right Out and Grab Ya" "Jeg nåede helt ud og fik fat i dig"  |
| 262         | 22          | "Local Hero" "Lokal helt"                                                     |
| 263         | 23          | "The End of the World as We Know It" "Verdens ende som vi kender det"         |
| 264         | 24          | "Dog's Best Friend" "Hundens bedste ven"                                      |
| 265         | 25          | "Agony"                                                                       |
| 266         | 26          | "That's the Guy" "Det er drengen"                                             |

### Sæson 10 (1999–2000)
| Nr. i serie | Nr. i sæson | Titel                                                                      |
| ----------- | ----------- | -------------------------------------------------------------------------- |
| 267         | 1           | "The Phantom Menace"                                                       |
| 268         | 2           | "Let's Eat Cake" "Lad os spise kage"                                       |
| 269         | 3           | "You Better Work" "Du må hellere arebjde"                                  |
| 270         | 4           | "A Fine Mess" "En fin rod"                                                 |
| 271         | 5           | "The Loo-Ouch"                                                             |
| 272         | 6           | "80s Night" "80er nat"                                                     |
| 273         | 7           | "Laying Pipe" "Lægger rør"                                                 |
| 274         | 8           | "Baby You Can Drive My Car" "Baby, du kan køre min bil"                    |
| 275         | 9           | "Family Tree" "Familie træ"                                                |
| 276         | 10          | "What's in a Name?" "Hvad er et navn?"                                     |
| 277         | 11          | "Sibling Revelry" "Søskende festivas"                                      |
| 278         | 12          | "Nine Yolks Whipped Lightly" "Ni æggeblommer piskes let"                   |
| 279         | 13          | "Tainted Love" "Fordærvet kærlighed"                                       |
| 280         | 14          | "I'm Using You 'Cause I Like You" "Jeg bruger dig, fordi jeg kan lide dig" |
| 281         | 15          | "Fertile Ground" "Grobund"                                                 |
| 282         | 16          | "The Final Proof" "Det endelige bevis"                                     |
| 283         | 17          | "Doc Martin" "Doktor Martin"                                               |
| 284         | 18          | "Eddie Waitkus"                                                            |
| 285         | 19          | "I Will Be Your Father Figure" "Jeg vil være din faderfigur"               |
| 286         | 20          | "Ever Hear the One About the Exploding Father?"                            |
| 287         | 21          | "Spring Fever"                                                             |
| 288         | 22          | "The Easter Bunny" "Påskeharen"                                            |
| 289         | 23          | "Og glem ikke at give mig min sorte T-Shirt tilbage"                       |
| 290         | 24          | "Love Is Blind" "Kærlighed er blind"                                       |
| 291         | 25          | "I'm Happy for You...Really" "Jeg er glad for dig...Virkelig"              |
| 292         | 26          | "The Penultimate" "Den næstsidste"                                         |
| 293         | 27          | "Ode to Joy" "Ode til glæden"                                              |